# Gonbožab Cybikov
Gonbožab Cebekovič Cybikov (rusky Гомбожа́б Цэ́бекович Цы́биков; mongolsky Цэвэгийн Гомбожав) (20. dubna 1873 Urdo-Aga, Zabajkalsko – 20. září 1930 Aginskoje) byl ruský cestovatel, etnograf, jazykovědec a orientalista. Mezi lety 1899–1902 podnikl cestu do Tibetu, o které zanechal cestopisnou zprávu, která v českém jazyce vyšla pod názvem Cesta k posvátným místům Tibetu. Po návratu z Tibetu se věnoval především akademické činnosti.

## Život

### Narození a studia
Cybikov se narodil v rodině burjatského úředníka. Jeho otec Cebek Montujev velmi usiloval o to, aby jeho syn obdržel dostatečné vzdělání, které se Cebekovi nedostávalo. Už od pěti let svého syna učil mongolské abecedě a poté, co Gonbožab Cybikov strávil rok ve farní škole, jej dal na studia do Čity, kde se nacházelo nově otevřené gymnázium. Cybikov patřil mezi první čtyři burjatské studenty, kteří na tomto gymnáziu začali studovat. Zde Cybikov studoval 9 let a roku 1893 svá studia završil. Po neúspěšném studiu medicíny začal roku 1895 navštěvovat fakultu orientálních jazyků na petrohradské univerzitě. Zde studoval až do roku 1899.

### Cesta do Tibetu
Cybikov se na cestu do Tibetu vydal ještě v roce dokončení svých studií. K dlouhé cestě jej vyzval ruský mongolista a Cybikův učitel A. M. Pozdnějev, který poslal Ruské zeměpisné společnosti na Cybika doporučení, což mu umožnilo rychlé a bezproblémové sestavení malé výpravy a vyražení na cestu ještě téhož roku. Konečným Cybikovým cílem byla Lhasa, do které se do té doby dostalo jen málo cizinců (před ním se o to několikrát neúspěšně pokoušeli jeho krajané jako např. Nikolaj Prževalskij či Pjotr Kozlov).
Cybikov se na cestu vypravil 25. listopadu 1899 v přestrojení za burjatského lámu, jelikož Tibet nebyl tehdy pro cizince otevřen. Cestu Cybikov započal v mongolské Urze (dnes Ulánbátar), odkud se vydal směrem na jih přes poušť Gobi. Podél Žluté řeky došel až do amdského kláštera Kumbum, kde pobýval v prvních měsících roku 1900. Čas strávený zde na několik týdnů přerušil cestou a pobytem v klášteře Labrang, který byl vzdálen zhruba 200 kilometrů jižněji, z něhož se však opět vrátil do Kumbumu. Koncem dubna Cybikov opustil Kumbum a vydal se nejdříve západním směrem, postupně se však stáčel stále více a více na jih, až došel počátkem srpna téhož roku přes Cchädam až do Lhasy.
Ve Lhase pobyl více než rok. Během této doby pořídil podrobný popis města a života v něm. Jelikož měl s sebou i fotografický přístroj, pořídil i jedny z prvních známých fotografií Lhasy. Cybikov během lhaského pobytu navštívil mnoho okolních klášterů a měst jako jsou např. Däpung, Sera, Samjä, Gandän či Kjorolung. 10. dne devátého měsíce roku 1901 se Cybikov vydal na zpáteční cestu. Pro návrat zvolil stejnou cestu. 4. dubna 1902 dosáhl Urgy. Po zhruba třítýdenním pobytu zde cestoval dále na sever, až 2. května téhož roku vstoupil v Kjachtě na půdu své vlasti.

### Období po návratu
Cybikovi se jako jednomu z mála Evropanů podařilo navštívit Lhasu ještě před britskou invazí v letech 1903–1904. Jeho cesta je výjimečná v tom, že ji velmi podrobně písemně zdokumentoval. Jeho svědectví poskytuje cenný materiál ke studiu tradičního Tibetu a života Tibeťanů a je aktuální a vyhledávanou studnicí informací i v dnešní době. Se sepisováním objemného cestopisu, svého životního díla s množstvím fotografií, Cybikov začal brzy po návratu do vlasti. Jeho první vydání však vyšlo až roku 1919, kdy jej pod názvem Buddist palomnik u svjatyň Tibeta. Po dněvnikam, veďonnym v 1899–1902 gg. vydala v Petrohradě Ruská zeměpisná společnost.
Po návratu do vlasti Cybikov nejdříve sepsal krátkou zprávu o své cestě s názvem „O Centrálním Tibetu“, kterou prezentoval na zasedání Ruské zeměpisné společnosti. Ta mu posléze udělila vysoce hodnocené vyznamenání N. M. Prževalského. Cybikov pořídil jedny z prvních fotografií Lhasy. Ty byly společně v fotografiemi méně známého ruského cestovatele Ovše Norzunova uveřejněny roku 1905 v časopise National Geographic. Jednalo se o vůbec první sérii fotografií, které byly v tomto časopise uveřejněny. U čtenářů vzbudily velmi pozitivní ohlas a fotografie časopisu zajistily všeobecnou popularitu.
Většinu dalších let po svém návratu Cybikov strávil na akademické půdě, kde působil jako odborník v oblasti mongolistiky, tibetologie a buddhologie. K jeho nejdůležitějším počinům na poli tibetanistiky patří překlad a redakce Congkhapova díla Lam-rim čhen-po do ruského jazyka. Toto dílo vyšlo ve dvou svazcích v letech 1910 a 1913.
Po Únorové revoluci roku 1917 Cybikov dobrovolně odešel z postu profesora zpět do kraje svého rodiště – Zabajkalska. Tam se snažil povznést úroveň vzdělání svých krajanů, a to jak dětí, tak učitelů. Po odchodu z akademické půdy začal psát spisy určené ke vzdělávací osvětě Burjatů, i nadále však byl činný v badatelské činnosti. Mimo spisy z oblasti buddhologie a vzdělávání vydal též nemálo prací z oblasti filologie, zejména pak mongolsko-burjatské. Zemřel 20. září 1930 ve své rodné vesnici.

## Dílo
česky
- Cesta k posvátným místům Tibetu: podle deníků vedených v letech 1899 až 1902, Praha: Vyšehrad 1987. Překlad Josef Kolmaš. V roce 2001 vyšla kniha ve stejném překladu pod zkráceným názvem Cesta k posvátným místům Tibetu v pražském nakladatelství Argo.